# サンダードラゴン (ゲーム)
『サンダードラゴン』(THUNDER DRAGON, 雷龍) は1991年9月にNMKが開発・発売し、テクモが販売した業務用ビデオゲーム。戦闘ヘリを操縦して、宇宙からの侵略軍団に立ち向かう縦スクロールシューティングゲームである。
1993年10月には続編となる『サンダードラゴン2』が発売された（販売元はサミー工業）。

## ゲーム内容
戦闘ヘリ「GH-68サンダードラゴン」をプレイヤーは操作し、ショットやボムを駆使して敵を倒し全8ステージをクリアする、90年代に流行した『雷電』系のシューティングゲームである。8ステージ目をクリアすると一周になるがその後9ステージとなり、より高難易度の2周目が始まる。以降周回はループする。
自機は8方向レバー＋2ボタン（ショット、ボンバー）で操作する。
パワーアップアイテムは1と2が交互に変わるもの、3と4が交互に変わるものがあり、それぞれの数字の瞬間に取ると自機にパーツが装着され、自機からのショットの他に、以下のショットが追加される。パワーアップはアイテムは重ねて取得すると最大8レベルまで強化される。途中で別のショットに切り替えてもレベルは初期化されない。
ショット1　ワイド（広域散弾機関砲）
自機前方から扇状にワイドショットを発射する。強化により発射される弾数と攻撃範囲が広がる。
ショット2　バルカン（振動粒子連射砲）
自機前方一直線に、連射力と火力の高いバルカン砲を発射する。強化により連射速度が上昇し、ショットも大型化する。
ショット3　リフレクト（反射ガスレーザー）
自機左右真横に放つ直進レーザーと、左右前方から一定距離で屈折するレーザーを発射する。
初期状態では斜め直進レーザー2本のみだが、強化により直進レーザー4本→屈折レーザー2本+直進レーザー2本→屈折レーザー2本+直進レーザー4本→屈折レーザー4本(斜め)+直進レーザー2本(真横)に強化される。
ショット4　ミサイル（核融合ナパーム弾）
横一列に並んで左右へ広がっていく高火力のミサイルを一斉発射する。連射速度は遅いが強化によりミサイルの数が増え、全弾ヒット時の火力が非常に高い。
ミサイルは他のショットと違い、一度後方に放たれてから徐々に加速する。
星マークのアイテムである「ボーナス＝スター」は、ノーミスの間は1個取るごとに100点から徐々に点数が増えていき、最大1万点のボーナスになる。
また以下のようなアイテムを出現させる効果もある。
ソル＝ボム
戦略支援攻撃衛星『SOL』による援護攻撃。いわゆる「ボム」(ボンバー)。撃った瞬間から自機が無敵になり、画面中央に円状の爆発が発生し画面全体を攻撃する。星を5個集めると1個出現する。
キャッチコピーでは積極的に使用することが推奨されており、出現数も多く最大8つまでストック可能。初期数は3つで、ミスのたびに初期化される。最大ストックで取得した場合は1万点が加算される。
1UP
残機が1つ増える。星を12個集めると1回だけ出現する。
コンティニュー時にだけ以下のアイテムが出現する。
スーパー＝パウ
自機のショットレベルとボムの所持数がMAXになる。

## ストーリー
22世紀後半、地球の汚染により宇宙移民に総力を傾けねばならなくなった人類は、平和条約により全ての自動戦闘兵器を凍結した。
しかし、自分達以外の知的生物の存在を許さないマッドサイエンティスト集団"サイバーメフィスト"は地球連合軍の退役コンピューター指揮戦艦をハッキング、全ての自動戦闘兵器を手中に収めてしまう。
迫りくる人類最期の日に対し、名も無き2人の若者はシカゴ郊外の軍事博物館に100年あまり眠る「最後の有人戦闘ヘリ」と呼ばれたGH-68サンダードラゴンに乗り込み、立ち向かっていくのであった。

## 音楽

### サウンドトラック
本作の音源は以下の作品に収録されている。
- 『NMK ARCADE SOUND DIGITAL COLLECTION Vol.2』（2017年11月29日、CDST-10055、シティコネクション）[4]。

## 移植版
| No. | タイトル         | 発売日        | 対応機種                      | 開発元     | 発売元     | メディア                              | 型式 | 備考 |
| --- | ---------------- | ------------- | ----------------------------- | ---------- | ---------- | ------------------------------------- | ---- | ---- |
| 1   | サンダードラゴン | 2021年3月11日 | PlayStation 4 Nintendo Switch | ハムスター | ハムスター | ダウンロード (アーケードアーカイブス) | -    |      |

## スタッフ
- プロデューサー:YUKIO TOMONARI
- ディレクター:YOSUKE ONO
- ゲームデザイナー:MERRY TAMIO
- プログラマー:LIEUT. COL. ORE
- シナリオライター:IKEZU KENZI
- サウンドクリエイター:HIDE-KAZ(秀谷和則)
- グラフィックデザイナー:IKEZU KENZI、GIANT AMA